# Хагери (посёлок)
Ха́гери (эст. Hageri) — посёлок в волости Кохила уезда Рапламаа, Эстония. 

## География и описание
Находится в 6 км западнее посёлка Кохила. Примыкает к одноимённой деревне. Высота над уровнем моря — 66 метров.
Официальный язык — эстонский. Почтовый индекс — 79701.

## Население
По данным переписи населения 2011 года, в посёлке проживали 212 человек, из них 200 (94,3 %) — эстонцы.
По данным переписи населения 2021 года, в посёлке насчитывалось 202 жителя, из них 193 (95,5 %) — эстонцы.
Численность населения посёлка Хагери по данным переписей населения:
| Год  | 1959 | 1970   | 1979   | 1989   | 2000  | 2011  | 2021  |
| ---- | ---- | ------ | ------ | ------ | ----- | ----- | ----- |
| Чел. | 333* | ↘ 232* | ↗ 489* | ↘ 415* | ↘ 177 | ↗ 212 | ↘ 202 |

* Включая деревню Хагери.

## История
Сведения о Хагери восходят к 1241 году, когда в Хагери уже была церковь, на фундаменте которой в 1891—1892 годах была возведена новая церковь (архитектор Эрвин Бернард). Сохранилось художественное убранство церкви: алтарь конца XVII века и люстра XVIII века. К концу XIX века вокруг церкви образовался малый посёлок. В 500 метрах к северу от церкви находится крупнейшее в Кохилаской волости кладбище, где захоронен художник-портретист балтийско-немецкого происхождения Густав Адольф Гиппиус (точное местонахождение могилы в старой части кладбища неизвестно).
В 1977–1997 годах в состав посёлка Хагери входила деревня Хагери (восстановлена).

## Инфраструктура
В посёлке Хагери есть начальная школа (филиал Кохилаской гимназии), дом по уходу, народный дом, магазин.

## Памятники культуры
Церковь Хагери, кладбище, церковный сад (погост) и здание старой аптеки внесены в Государственный регистр памятников культуры Эстонии. 

## Галерея
- Церковь Хагери
- Церковь Хагери
- Народный дом
- Дом по уходу
- Здание старой аптеки
- Каменный крест на погосте
- Ворота погоста
- Флюгер на погосте